# Bâtiment principal de l'université de Tartu
Le bâtiment principal de l’Université de Tartu (estonien : Tartu Ülikooli peahoone) est un bâtiment de l'Université de Tartu situé au 18, rue de l'Université (estonien : Ülikooli tänav) à Tartu en Estonie.

## Histoire
Le bâtiment a été construit en 1806 par l'architecte de l'université, Johann Wilhelm Krause, dans le style néo-classique.
Après sa fermeture pendant la Grande guerre du Nord, l'Université de Tartu, que la noblesse allemande locale souhaitait voir rouvrir, vit ses chartes confirmées par le tsar Alexandre Ier en 1802 et ses travaux purent reprendre.
Dans l'attente de la construction d'un siège universitaire digne de ce nom, les réunions académiques et administratives se tinrent dans la Maison Von Bock puis dans les salons blancs de la bibliothèque universitaire dans la Cathédrale de Tartu.
Le bâtiment fut officiellement inauguré le 3 juillet 1809.

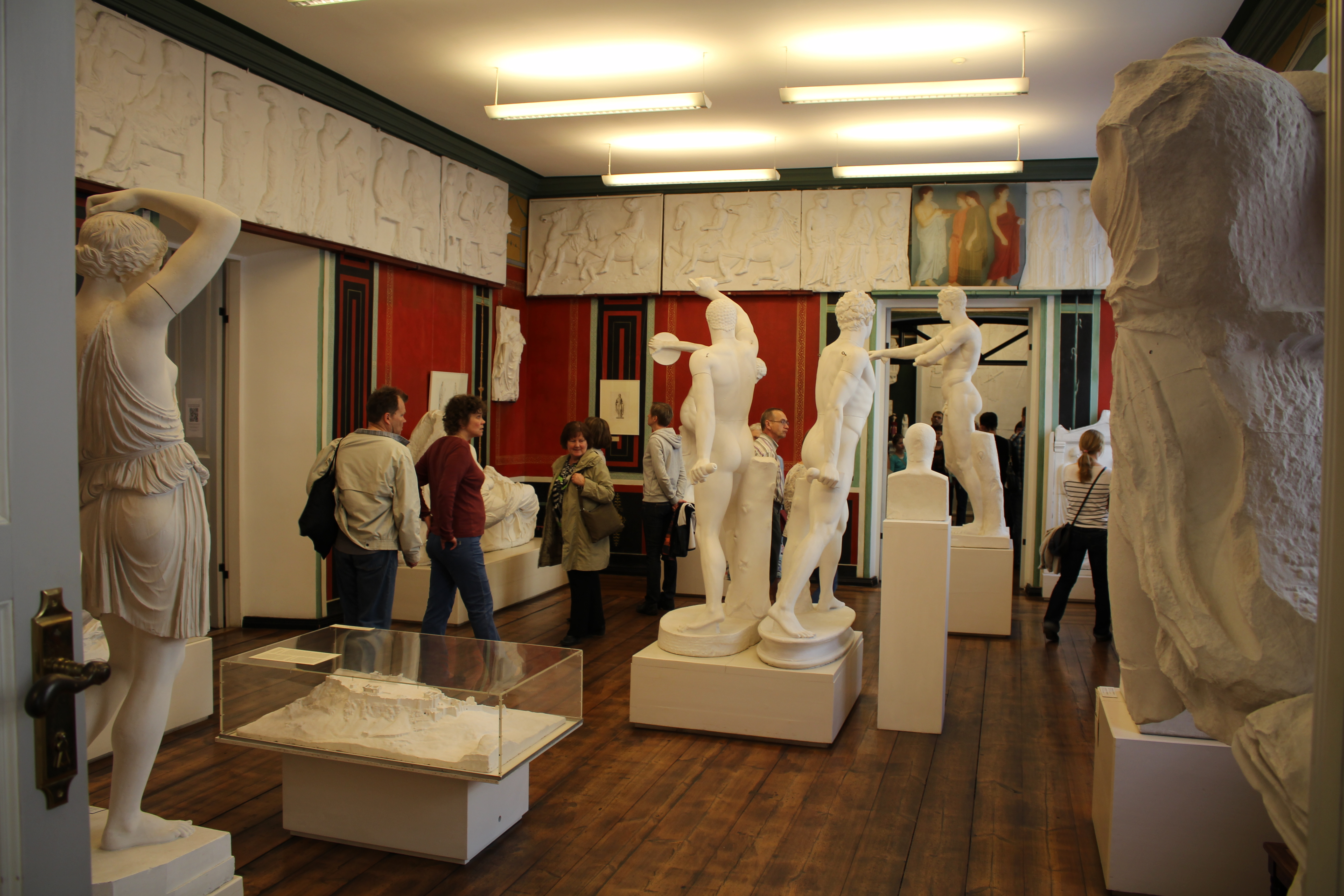
Salle rouge du Musée d'art de l'Université de Tartu

Il abrite depuis 1868 les collections du Musée d'art de l'université présentées dans des salles dans un style pompéien dont la décoration a été réalisée d'après des lithographies réalisées entre 1827 et 1859 par l'artiste allemand Wilhelm Zahn. Ces peintures murales ont été réalisées afin de mettre en valeur les objets qu'elles renferment.
Les collections du musée sont le fruit de plus de 200 ans de collecte, d'achats et de donations et regroupent plus de 30 000 objets.
Au début des années 1960, le Dr. Tullio Ilomets, maître de conférence en chimie organique à l'Université de Tartu, commence à sélectionner et à rassembler des objets scientifiques anciens à partir des collections de l'université. À l'origine, ces instruments, équipements de laboratoire ou ce matériel pédagogique sont entreposés sous les combles du bâtiment.

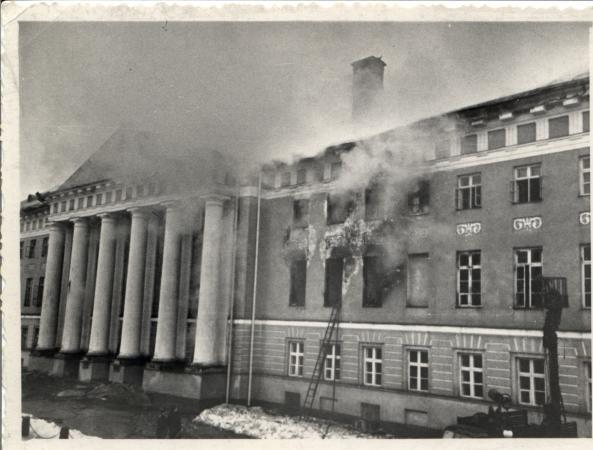
Incendie de 1965

Cependant, en 1965, un violent incendie endommagea l'édifice et ce travail est interrompu. 900 m² de plancher sont détruits par les flammes sur les 6255 m² que comptent les lieux.
En 1976, les tentatives de rassemblement d'une collection scientifique prennent corps quand le recteur Arnold Koop décide de l'ouverture d'un musée de l'université destiné à retracer l'histoire de son institution de sa fondation, en 1632, à 1918.
En 1979, quatre pièces situées au rez-de-chaussée du bâtiment sont alloués au musée. En 1981, le musée est installé sous le nom de Musée d'histoire de l'université de Tartu dans la Cathédrale de Tartu à la place de la Bibliothèque de l'Université de Tartu qui est déplacée dans ses nouveaux locaux qu'elles occupent encore aujourd'hui.

## Fonctions
Le bâtiment abrite tout d'abord le Rectorat de l'Université de Tartu. Le bureau du Recteur est situé dans la partie Sud.

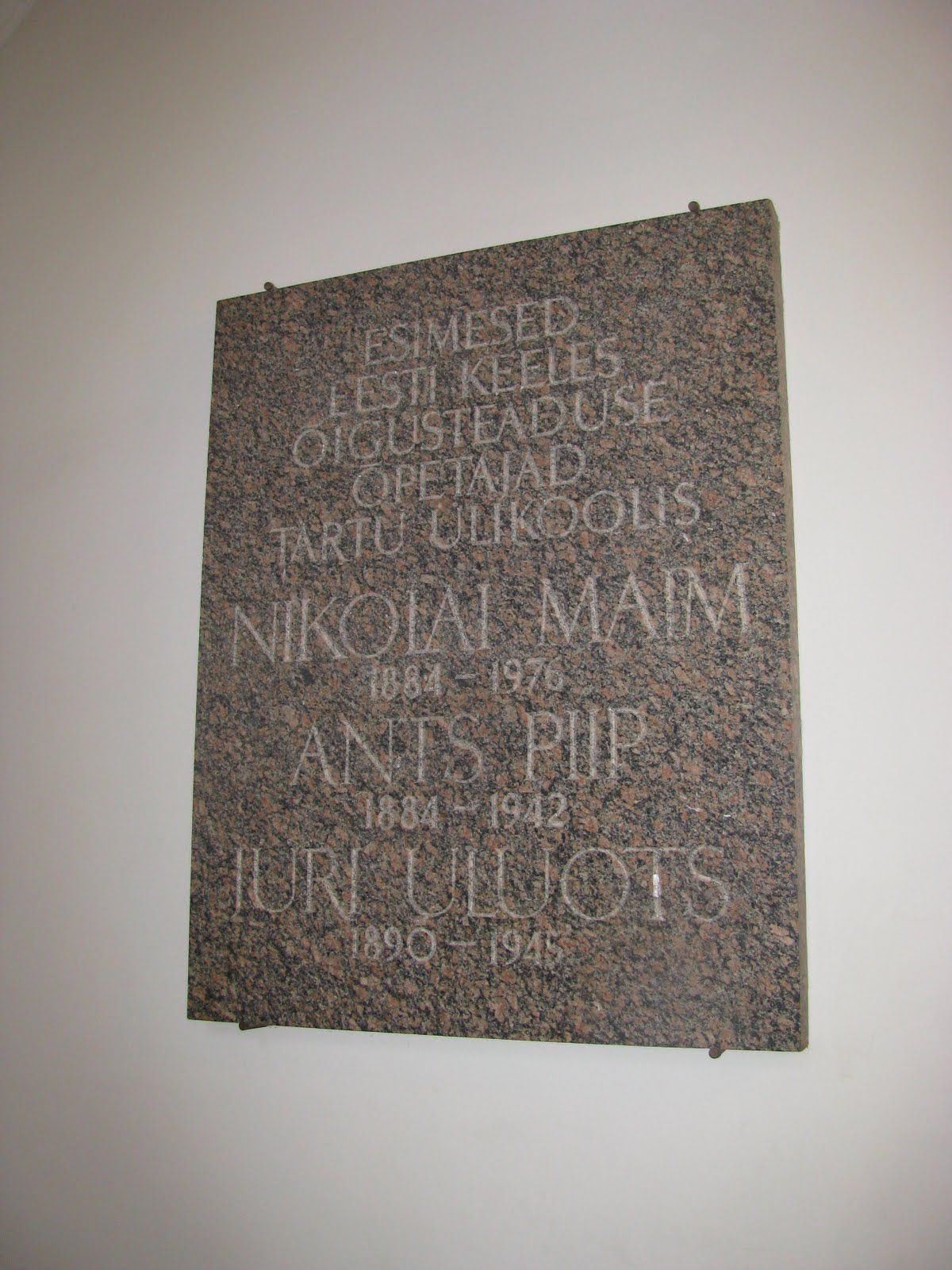
Plaque en l'honneur de Nikolai Maim, Ants Piip et Jüri Uluots

D'autres fonctions administratives de l'université sont également regroupées dans les lieux, au détriment croissant des fonctions pédagogiques et académiques qui se sont dispersées dans d'autres bâtiments universitaires lors des dernières décennies.
Toutefois, les départements de philologie, de théologie, d'études du journalisme et de certaines études juridiques sont présentes dans la partie Nord de l'édifice.

## Monuments et plaques commémoratives
Une plaque commémorative se trouve dans la partie Nord du bâtiment en hommage au Prix Nobel Wilhelm Ostwald qui enseignait la chimie à Tartu.
Le 3 mai 2005, une cérémonie en présence de l'Ambassadeur de Pologne en Estonie a été organisée au sein de l'édifice et a vu l'apposition d'une plaque commémorative en l'honneur du roi de Pologne Étienne Báthory qui fonda le premier collège jésuite de Tartu en 1583.
Un monument à l'honneur de Gustave II Adolphe est érigé dans la Cour Royale derrière le bâtiment pour commémorer le fondateur de l'Université de Tartu.
Dans l'aile gauche, une plaque commémorative a été apposée en l'honneur de Nikolai Maim, Ants Piip et Jüri Uluots qui furent les premiers à enseigner le droit en estonien.
En 2012, afin de commémorer la série de deux concerts qu'il exécuta 170 ans plus en 1842, une plaque fut apposée en l'honneur du pianiste et compositeur Franz Liszt.
La salle n°139 porte le nom du terminologiste Johannes Voldemar Veski.

## Galerie

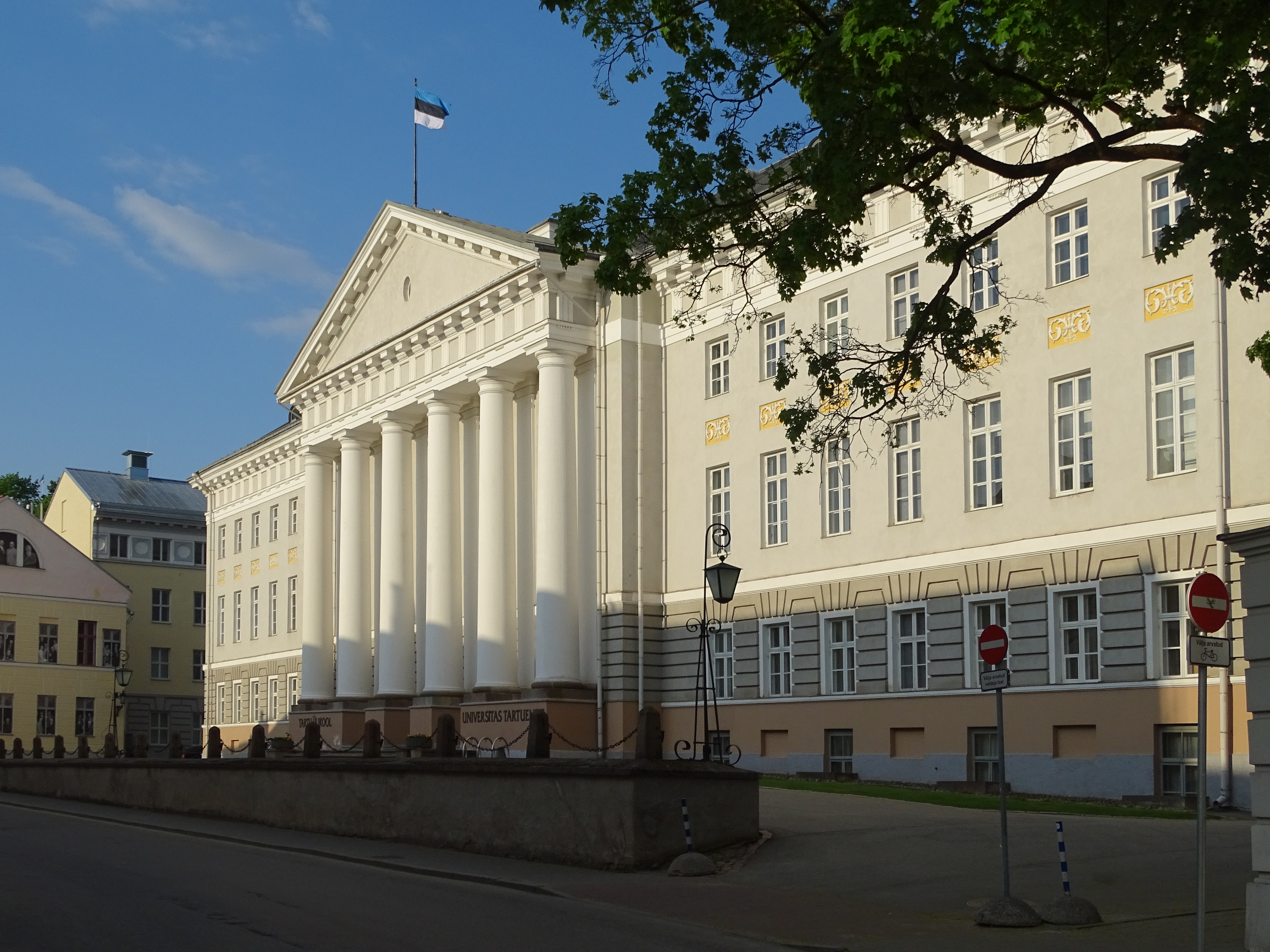
Le bâtiment principal de l'Université de Tartu
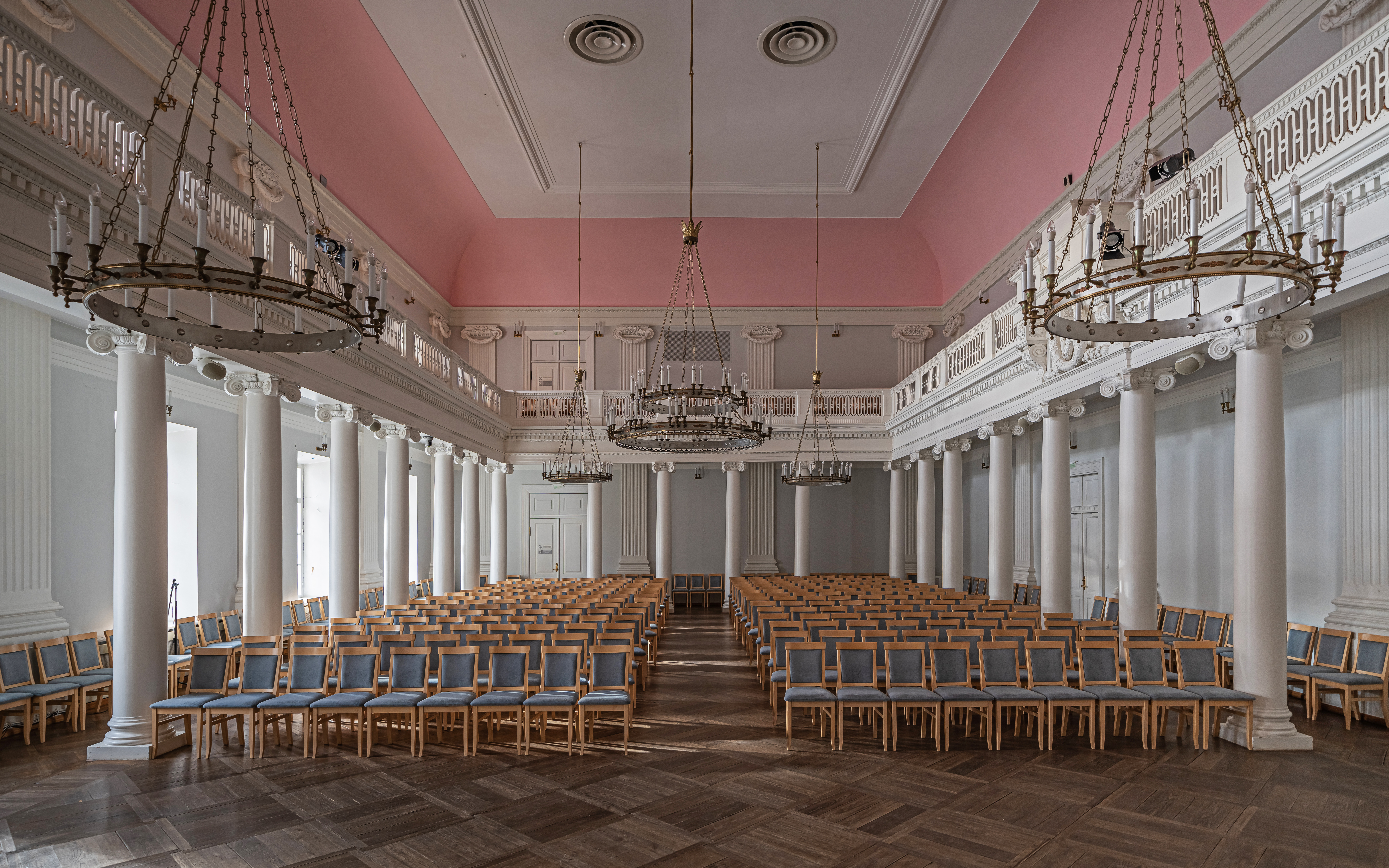
Salle des fêtes
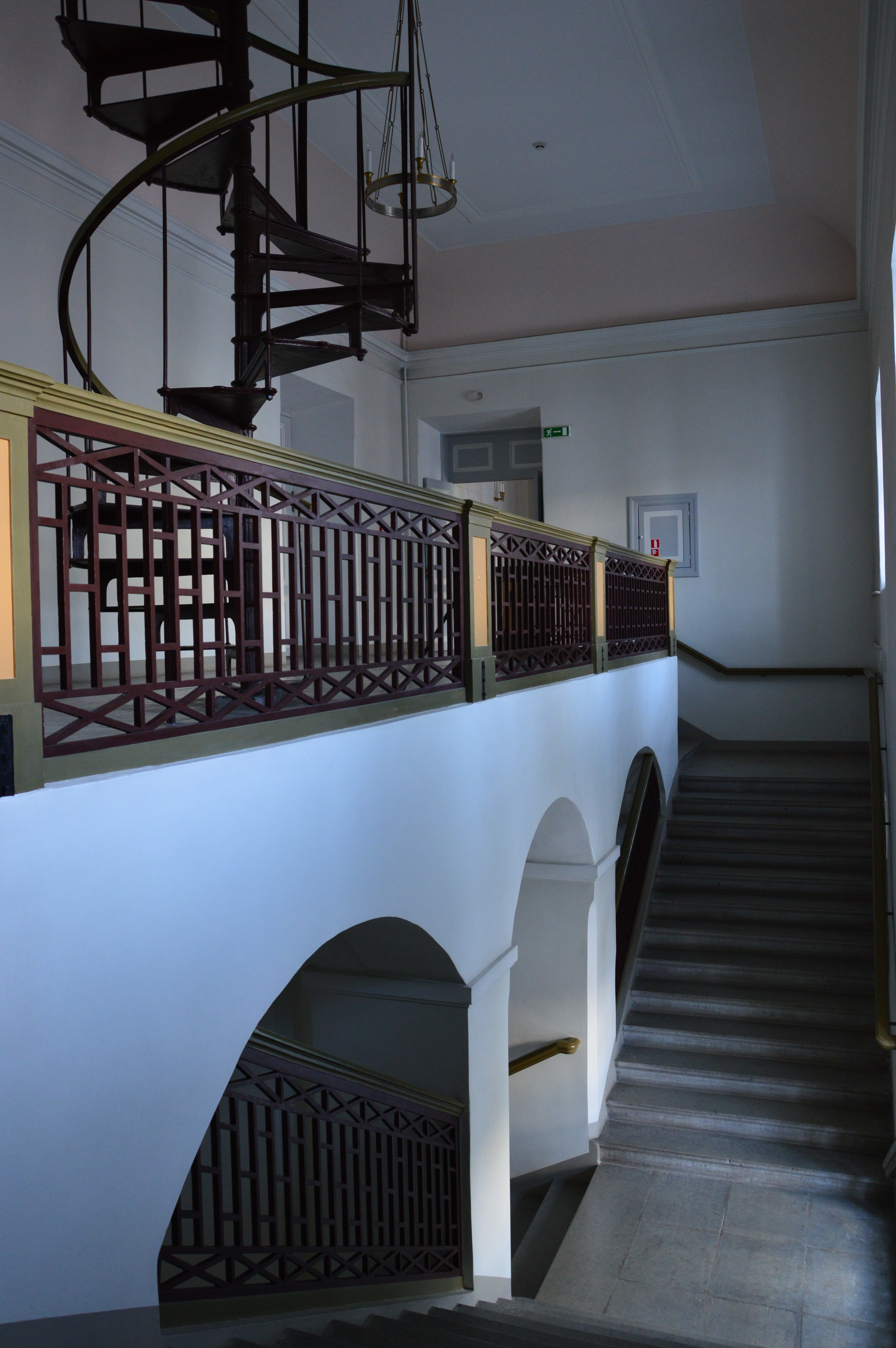
Vue intérieure
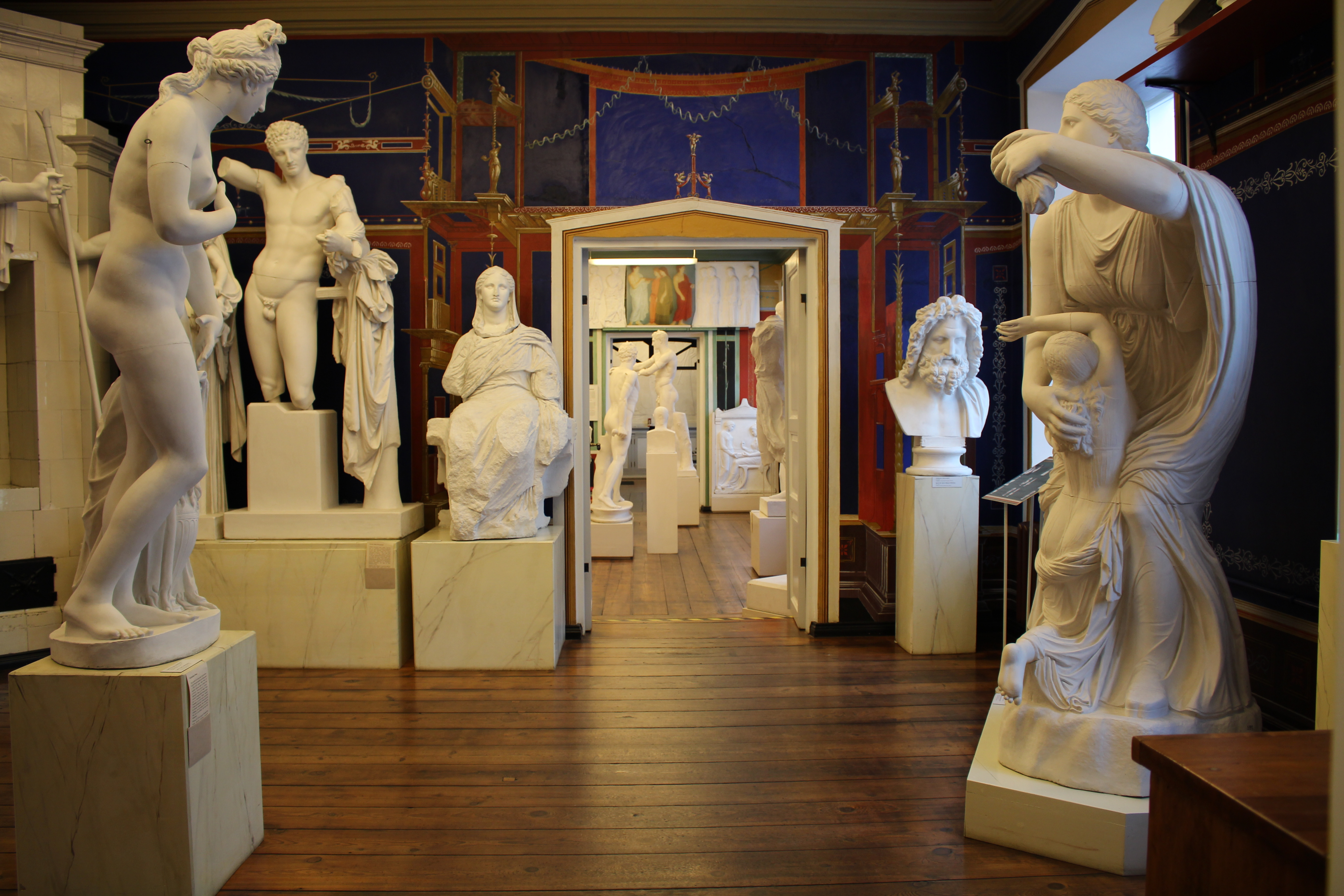
La salle bleue du Musée d'art de l'Université de Tartu
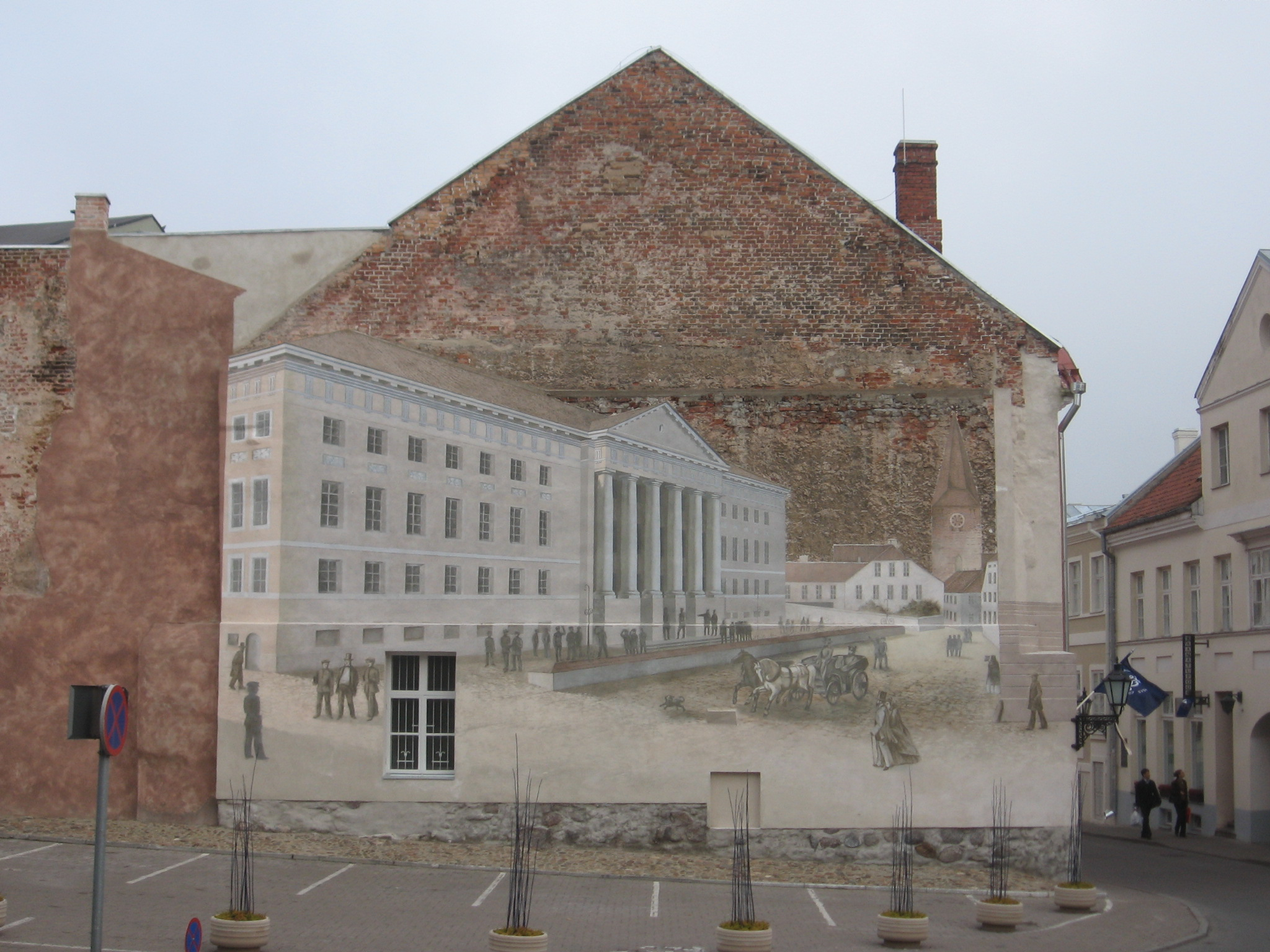
Peinture murale de la Maison Von Bock représentant le bâtiment principal de l'université